# 아노 앨런 펜지어스
아노 앨런 펜지어스(영어: Arno Allan Penzias, 독일어: Arno Allan Penzias 아르노 알란 펜치아스[*], 1933년 4월 26일~2024년 1월 22일)는 독일 태생의 미국의 물리학자이다. 우주 마이크로파 배경의 발견으로 노벨 물리학상을 수상하였다.
독일 뮌헨에서 태어나 유대인 아동 구조 작전을 통해서 영국으로 피신했다. 6개월 후 그의 부모님도 독일에서 탈출하여 1940년에는 가족이 뉴욕에 정착하였다. 브루클린 공업 고등학교를 졸업하고 1951년 뉴욕 시립 대학교에서 입학하였으며, 1954년 학사 학위를 수여받고 컬럼비아 대학교에서 1958년에 석사 학위를 받았고 1962년에 박사 학위를 받았다.
그는 뉴저지주에 있는 벨 연구소에서 윌슨과 전파 천문학 관측을 위한 새로운 종류의 안테나에 대해서 연구했다. 1964년 가장 민감한 안테나로 라디오 노이즈로는 설명될 수 없는 등방성의 신호를 발견했다. 어떤 방법으로도 신호를 제거할 수 없었고, 로버트 딕은 이 신호가 대폭발의 잔재 신호인 우주 마이크로파 배경일 수 있다고 제안하였다.
이들은 결국 윌슨과 펜지어스에 의한 신호의 관측에 관한 논문과 로버트 딕이 이를 빅뱅의 잔해 신호로 분석한 논문을 나란히 천체물리학 저널에 발표하기로 동의하였다.
펜지어스와 로버트 우드로 윌슨은 1978년 노벨 물리학상을 표트르 카피차와 공동 수상하였고(카피차는 이들과 관련없는 일을 했다) 이후 두 사람은 1977년 헨리 드레이퍼 메달(Henry Draper Medal)을 공동 수상했다.